# Pałac Sztuki w Parku Stryjskim
Pałac Sztuki w Parku Stryjskim – pałac we Lwowie,  wzniesiony w 1894 w obecnym Parku Stryjskim według projektu Franciszka Skowrona, któremu pomagali Grzegorz Peżański, Michał Łużecki.

## Historia
Najokazalszy obiekt Powszechnej Wystawy Krajowej, która odbyła się we Lwowie w 1894 r. Obecnie pełni funkcję krytej pływalni.